# ششمة توت
ششمة توت (بالفارسية: چشمۀ توت) هي قرية أفغانية في مقاطعة خواهان التابعة لولاية بدخشان الواقعة في شمال شرق أفغانستان.